# Petição Root and Branch
A Petição Root and Branch foi uma petição apresentada ao Parlamento Longo em 11 de dezembro de 1640. A petição foi assinada por 15 000 londrinos e apresentada ao Parlamento Inglês por uma multidão de 1 500. A petição pedia ao Parlamento que abolisse a episcopalidade desde as "raízes" e em todos os seus "galhos".

## Debate

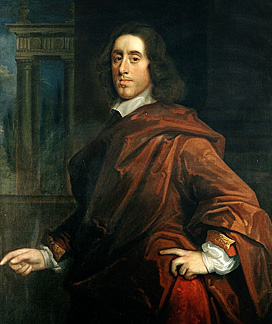
Henry Vane, um dos principais defensores do Root and Branch Bill.

Quando a petição foi debatida na Câmara dos Comuns, o apelo por reformas radicais na Igreja da Inglaterra foi apoiado por Henry Vane e por Nathaniel Fiennes, entre outros. Vane passou a liderar a facção anti-episcopal, alegando que a episcopalidade era uma doutrina corrupta "que nos apressa de volta a Igreja Católica", enquanto Fiennes argumentava que a episcopalidade constituía um perigo político e religioso para a sociedade inglesa. A Câmara dos Comuns relutou em agir em relação à Petição Raiz e Galhos, embora tenha, em fevereiro de 1641, encaminhado a petição para um comitê, ao qual foram adicionados Vane e Fiennes.
Esta petição formou a base do Root and Branch Bill, que foi elaborado por Oliver St John e apresentado no Parlamento por Henry Vane e por Oliver Cromwell em maio de 1641.
A primeira leitura do projeto foi proposta por Edward Dering, não porque concordasse com ele, mas porque acreditava que a ideia radical de abolir a episcopalidade forçaria a aprovação de uma Lei Clerical mais moderada. Posteriormente, opôs-se ao projeto enquanto este tramitaria em comitê, defendendo a ideia de uma "episcopalidade primitiva", que alinharia os bispos com o restante do clero. Em um discurso na Câmara dos Comuns, Dering foi citado dizendo:

"A paridade de graus na administração da igreja não tem fundamento na escritura sagrada, e é tão traiçoeira à razão quanto a paridade em um estado ou na Família. De fato, é uma fantasia, um sonho, uma mera inexistência; nunca teve nem teve existência. Se é algo, é absoluto Anarquismo, e isso não é nada; pois a ausência de governo não constitui um governo."
Os intensos debates mantidos na Câmara dos Comuns sobre o projeto acabaram resultando na indicação de apoio parlamentar para a reforma da igreja. Como resultado, multidões começaram a invadir as igrejas, removendo "imagens escandalosas" e quaisquer outros "sinais de papismo". Após longos debates, o projeto foi derrotado em agosto de 1641, morrendo sem votação à medida que questões mais críticas passaram a ocupar o Parlamento.

## Consequências

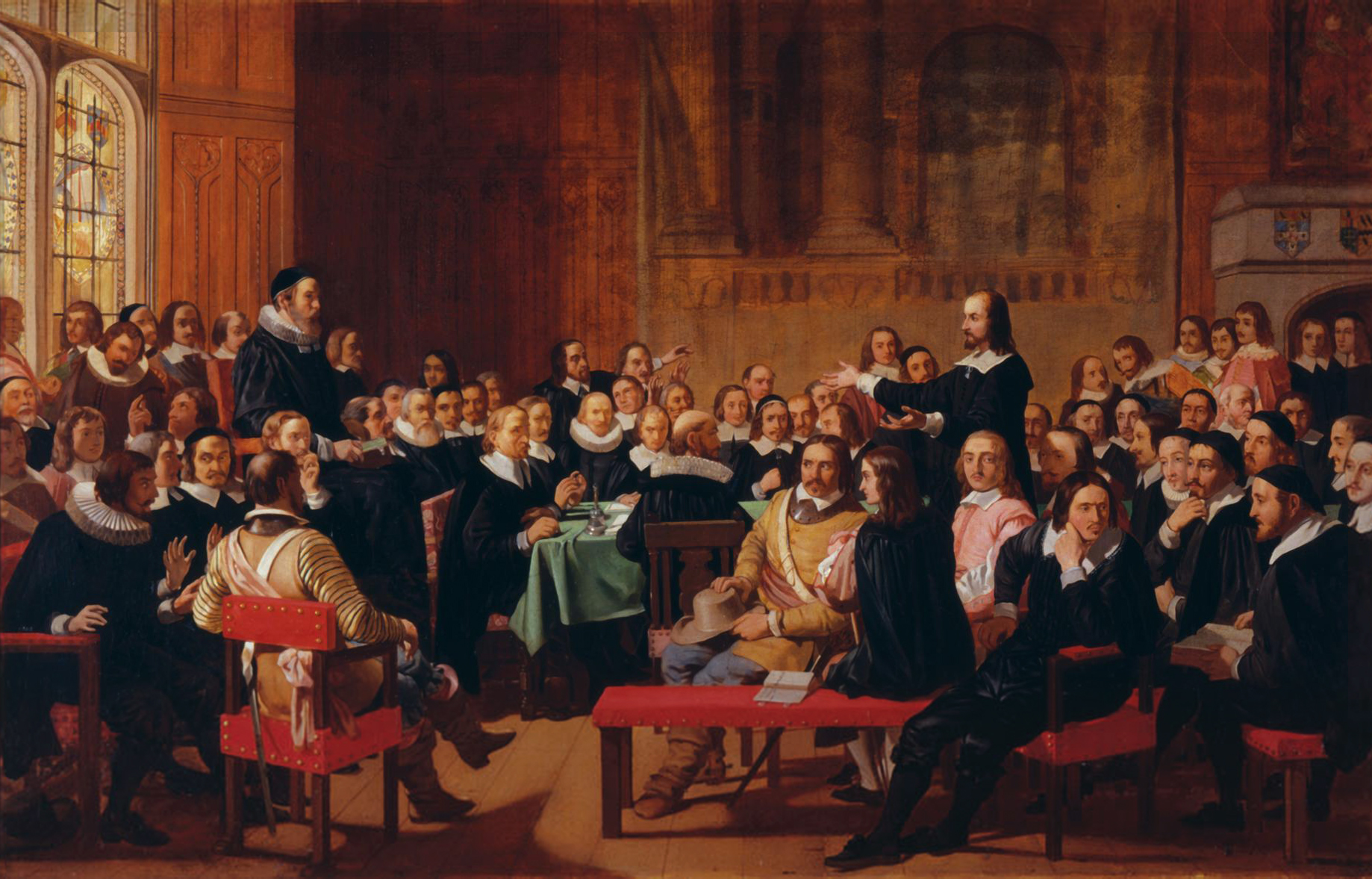
Representação do século XIX da Assembleia de Divinos de Westminster

No início de 1641, a Câmara dos Comuns tentou aprovar uma série de medidas constitucionais, mas os bispos garantiram que estas fossem rejeitadas pela Câmara dos Lordes. A Câmara dos Comuns respondeu introduzindo o Projeto de Exclusão dos Bispos, que os excluiria da Câmara dos Lordes, mas também foi rejeitado. Em dezembro de 1641, tumultos irromperam por toda Westminster, resultando em várias mortes e impedindo que os bispos comparecessem à Câmara dos Lordes. Em janeiro de 1642, Carlos I fugiu de Londres, acompanhado por muitos deputados e lordes realistas; isso garantiu à facção anti-episcopal a maioria em ambas as casas, e o projeto se tornou lei em fevereiro de 1642.

Essas tensões acentuadas levaram ao início da Primeira Guerra Civil Inglesa em agosto de 1642, na qual muitos da facção anti-episcopal juntaram-se ao lado parlamentar, enquanto seus oponentes aderiram aos realistas. Em 12 de junho de 1643, os parlamentaristas convocaram a Assembleia de Westminster para reformular formalmente a Igreja da Inglaterra. Após o fim da Primeira Guerra Civil, os objetivos do Root and Branch Bill foram finalmente alcançados em outubro de 1646, quando o Parlamento aprovou a Portaria para a abolição dos Arcebispos e Bispos na Inglaterra e no País de Gales e para a destinação de suas terras e posses a Fideicomissários para uso da Comunidade.